# 前343年
| 千纪： | 前1千纪 |
| 世纪： | 前5世纪 \| 前4世纪 \| 前3世纪 |
| 年代： | 前370年代 \| 前360年代 \| 前350年代 \| 前340年代 \| 前330年代 \| 前320年代 \| 前310年代                                                                                            |
| 年份： | 前348年 \| 前347年 \| 前346年 \| 前345年 \| 前344年 \| 前343年 \| 前342年 \| 前341年 \| 前340年 \| 前339年 \| 前338年                                                              |
| 纪年： | 周顯王二十六年 魯景公元年 齊威王十四年 趙肅侯七年 魏惠王二十七年 韓昭侯二十年 秦孝公十九年 楚宣王二十七年 宋剔成君二十七年 衛成侯十九年 燕後文公十九年 越王無顓十八年 中山成公七年 |

## 大事记
- 周顯王致秦孝公為伯，諸侯畢賀。秦孝公使公子少官率師會諸侯於逢澤以朝周王。
- 波斯帝國阿契美尼德王朝阿爾塔薛西斯三世（前358年至前338年在位）擊敗埃及第三十王朝埃及法老內克塔內布二世，重新建立波斯對埃及的統治，建立埃及第三十一王朝。

## 逝世
- 小狄奧尼西奧斯（前397年）